# Flightplan
Flightplan (Brasil: Plano de Voo / Portugal: Flightplan - Pânico a Bordo) é um filme teuto-estadunidense de 2005, dos gêneros suspense, mistério, drama e ação, dirigido por Robert Schwentke, escrito por Peter A. Dowling e Billy Ray, e estrelado por Jodie Foster, Peter Sarsgaard, Erika Christensen, Kate Beahan, Greta Scacchi, Sean Bean, e Matt Bomer (em seu primeiro filme). Uma co-produção dos Estados Unidos e da Alemanha, a narrativa do filme segue Kyle Pratt, uma engenheira aeronáutica estadunidense e uma viúva que vive em Berlim, que voa de volta para os Estados Unidos com a filha e o corpo do marido apenas para perder a filha durante o voo e deve lutar para encontrá-la enquanto prova sua sanidade ao mesmo tempo. A premissa básica da trama (embora com um desfecho muito diferente) é semelhante a um roteiro de Alfred Hitchcock Presents, de 1955, intitulado Into Thin Air, assim como o filme de 1938 The Lady Vanishes , de Hitchcock. É também uma reminiscência do filme britânico de 1950 So Long at the Fair.
Peter A. Dowling teve a ideia para o filme em 1999 em uma conversa telefônica com um amigo. Seu discurso original para o produtor Brian Grazer envolveu um homem que trabalhava na segurança do aeroporto fazendo uma viagem de negócios dos Estados Unidos para Hong Kong, e durante o voo seu filho desapareceu. Alguns anos mais tarde, Billy Ray assumiu o roteiro, eliminando os terroristas da história e colocando mais ênfase no protagonista, que se tornou uma mulher como Grazer pensou que seria um bom papel para Jodie Foster. A história, então, focou na personagem principal recuperando sua psique, e acrescentou tensão e paranóia após os ataques de 11 de setembro de 2001. Houve também uma tentativa de esconder a identidade do vilão, mostrando os diferentes personagens no avião. Tanto Dowling como Ray foram autorizados a visitar o interior de um Boeing 747 no Aeroporto Internacional de Los Angeles para desenvolver o espaço limitado em que a história se passa.
Flightplan foi distribuído pela Touchstone Pictures e foi lançado mundialmente nos cinemas em 23 de setembro de 2005. Após o lançamento, o filme recebeu críticas mistas de críticos que aclamaram as performances de seu elenco, mas acharam o roteiro menos competente. O filme foi um grande sucesso comercial, arrecadando mais de US$223 milhões, com um orçamento de US$50 milhões. Durante seu lançamento, os sindicatos dos profissionais de bordo pediram um boicote oficial do filme, que eles dizem retratar os comissários de bordo como grosseiros, indiferentes, pouco prestativos e até mesmo terroristas.

## Enredo
Kyle Pratt, é uma engenheira aérea dos Estados Unidos empregada em Berlim, é viúva com uma filha de seis anos de idade, Julia, depois que seu marido David morre, após cair do telhado do seu edifício. Kyle decide enterrá-lo em sua cidade natal, nos Estados Unidos. Eles voam a bordo de um avião de passageiros, cujos motores Kyle ajudou a projetar. Depois de cair no sono, ela acorda e descobre que Julia desapareceu. Ela começa a entrar em pânico, e o capitão Marcus Rich é forçado a realizar uma pesquisa. Nenhum dos passageiros lembra de ter visto a sua filha, Julia não tem nem o cadastro no aeroporto de Berlim ou o manifesto dos passageiros, e Kyle não consegue encontrar cartão de embarque de Julia. Marcus e os outros membros da tripulação suspeitam que Kyle se tornou desequilibrada pela morte de seu marido, e imaginou levar sua filha a bordo. Confrontada com crescente ceticismo da tripulação referente à existência de sua filha, Kyle fica extremamente desesperada, fazendo o policial do avião, Gene Carson, algemá-la.
Marcus recebe uma ligação do hospital em Berlim, que diz que Julia estava com seu pai quando ele caiu do telhado e também morreu. Kyle furiosamente nega. A equipe acredita que ela é delirante. Uma terapeuta a bordo tenta consolá-la, fazendo Kyle duvidar de sua própria sanidade até que ela percebe que não é louca pois um coração que Julia tinha desenhado anteriormente na janela próxima ao seu lugar, ainda estava lá. Kyle convence a terapeuta deixá-la usar o banheiro. Lá dentro, ela sobe para o compartimento superior e sabota a eletrônica da aeronave, causando um caos para conseguir ir para o convés de carga inferior. Carson encontra-la, a coloca em algemas e acompanha-la de volta, anunciando que ela vai ser presa assim que desembarcar.
Kyle faz um apelo final para Carson, dizendo que precisa procurar no avião após o pouso. Carson diz que vai falar com o capitão, mas em vez, foge de volta para a plataforma de carga para remover dois explosivos e um detonador, em seguida, desce para a secção de aviónica, revelando Julia que está dormindo (presumivelmente drogada). Ele atribui os explosivos para o lado da plataforma. Neste ponto, é revelado que Carson e mais duas pessoas são parte de uma conspiração. Carson diz ao capitão que Kyle é uma sequestradora e está ameaçando explodir a aeronave a menos que receba uma transferência de 50.000 mil dólares em uma conta bancária. Os conspiradores realmente assassinaram David e sequestraram Julia, a fim de enquadrar Kyle. Carson diz a um dos conspiradores que ele tem a intenção de explodir o avião, matando Julia e Kyle.
Depois de fazer um pouso de emergência no aeroporto do Canadá, os passageiros saem da aeronave e a pista é cercada por agentes do FBI. Visto que o capitão está saindo, Kyle corre para falar com ele com Carson no desembarque. O capitão diz que os 50 milhões dólares exigidos por ela foram pagos. Percebendo a conspiração, Kyle decide tirar proveito do papel de sequestradora, exigindo que Carson permaneça a bordo e o resto desembarque. Carson percebe que se ele recusar-se, será pego.
Assim que a porta do avião se fecha, Kyle bate em Carson com um extintor de incêndio, algema-o a um trilho e leva o detonador. Carson recobra a consciência e vai atrás de Kyle, até que ela se tranca num compartimento. Carson não encontra Julia no lugar onde estava, ao virar-se, vê Kyle transportando-a para a escotilha do compartimento de carga, com o detonador na mão. Com as paredes do porão para protegê-las, ela detona os explosivos, matando Carson. Como Kyle leva a filha para fora para a pista, todos os passageiros estão chocados ao perceber que ela estava dizendo a verdade o tempo todo.

## Elenco
- Jodie Foster como Kyle  Pratt
- Peter Sarsgaard como Gene Carson
- Sean Bean como Capitão Marcus Rich
- Kate Beahan como Stephanie
- Matt Bomer como Eric
- Amanda Brooks como Irene
- Jesse Burch como Passageiro da poltrona 19
- Erika Christensen como Fiona
- Assaf Cohen como Ahmed
- Shane Edelman como Sr. Loud
- David Farkas como Steward
- Stephanie Faracy como Anna
- Mary Gallagher como Sra. Loud
- Christopher Gartin como Mike
- Lois Hall como Avó do convés principal
- John Benjamin Hickey como David Pratt
- Michael Irby como Obaid
- Jana Kolesarova como Claudia
- Forrest Landis como Rhett Loud
- Tonje Larsgard como comissária de bordo
- Marlene Lawston como Julia Pratt
- Haley Ramm como Brittany Loud
- Greta Scacchi como Lisa
- Judith Scott como Estella
- Brent Sexton como Elias
- Fred Tungulsten como Jordan
- Kirk B. R. Woller como Grunick

### Escolha do elenco
Schwentke disse que para tornar o filme o mais realista possível, ele queria performances naturalistas e subjugadas. Um exemplo foi Peter Sarsgaard, que ele descreveu como um ator "que pode, de repente, se tornar uma serpente desenrolando". Marlene Lawston se tornou a filha de Foster, Julia. Sean Bean foi escalado e enganou o público a pensar que ele era parte do enredo como vilão. O diretor também escolheu cada um dos 300 passageiros por meio de audições.